# Борозенка (річка)
Борозенка — річка в Україні, у Роменський районі Сумської області. Права притока Сули (басейн Дніпра).

## Опис
Довжина річки 14 км, похил річки — 3,4 м/км. Площа басейну 48,1 км². На деяких ділянках пересихає.

## Розташування
Бере початок на південній стороні від села Хмелів у балці Борозна. Тече переважно на південний схід і на південно-східній околиці Плавинище впадає в річку Сулу, ліву притоку Дніпра.
Населені пункти вздовж берегової смуги: Горове, Борозенка.
Річку перетинає автомобільна дорога Р60